# قالی بروجرد
قالی بروجرد گونه‌ای قالی ایرانی و از صنایع دستی همین خطه است که امروز و در گذشته تولید می‌شده‌است.

## ویژگی ها
قالی بروجرد عمدتا در روستاهای شمالی و شرقی این شهرستان باقته می شوند و محصولات هر منطقه مشخصات خود را دارد. در روستای چهاربره در شمال بروجرد بافت قالی با طرح علمدار رایج است که برگرفته از طرح هراتی است و حداکثر هفت رنگ در تولید آن به کار می رود. سرمه ای و روناسی رنگ زمینه این نوع بافته است و در بافت آن از طرح  ماهی، لوتوس و برگ کنگر استفاده می شود. در روستاهای شرق بروجرد در منطقه سربند قالی هایی سرابندی و مالمیر بافته می شود. این طرح دارای بته های ریز تکرار شونده است و قرمز لاکی و سفید در آن مشاهده می شود و در مجموع طرح ریزبافت دارد که از قالی های لرستان متمایز است. قالی طرح سماور در روستاهای سیلاخور بالا مانند کاتار و برده سره بافته می شود. قالی عروسکی و ملیچه ای (گنجشکی) و لچک و ترنج آلبالو نیز از سایر انواع طرح های قالی در شهرستان بروجرد است. 

## اشتغال
بیش از ۴۳۰۰ نفر قالیباف در سطح شهرستان بروجرد شناسایی و تحت پوشش بیمه قرار گرفته‌اند. اما افراد سودجو قالی بروجرد را به نام دیگر نواحی به فروش می‌رسانند  .